# Кубок іспанської ліги з футболу 1986
Кубок іспанської ліги 1986 — 4-й (і останній) розіграш Кубка іспанської ліги. У змаганні брали участь 18 футбольних колективів із Ла-Ліги 1985—1986, а також переможці Кубків іспанських ліг минулого сезону серед дивізіонів Сегунди, Сегунди Б та Терсери. Титул вдруге здобула Барселона

## Календар
| Раунд        | Дата матчів             | Матчі | Клуби   |
| ------------ | ----------------------- | ----- | ------- |
| Перший раунд | 1-8 травня 1986         | 18    | 22 → 13 |
| Другий раунд | 11-14/18-21 травня 1986 | 10    | 13 → 8  |
| 1/4 фіналу   | 24-25/29 травня 1986    | 8     | 8 → 4   |
| 1/2 фіналу   | 4/8 червня 1986         | 4     | 4 → 2   |
| Фінал        | 11/14 червня 1986       | 2     | 2 → 1   |

## Перший раунд
| Команда 1        | Заг.         | Команда 2          | 1-й матч | 2-й матч |
| ---------------- | ------------ | ------------------ | -------- | -------- |
| 1/4 травня 1986  |              |                    |          |          |
| Осасуна          | 4:5          | Реал Бетіс         | 2:2      | 2:3      |
| 1/8 травня 1986  |              |                    |          |          |
| Кадіс            | 0:1          | Спортінг (Хіхон)   | 0:1      | 0:0      |
| Реал Сарагоса    | 4:1          | Еркулес            | 2:1      | 2:0      |
| Конкенсе (4)     | 3:5          | Валенсія           | 2:2      | 1:3      |
| Сельта           | 3:4          | Еспаньйол          | 3:2      | 0:2      |
| Сестао Спорт (2) | 3:2          | Лас-Пальмас        | 2:0      | 1:2      |
| Реал Ов'єдо (2)  | 3:3 пен. 4:3 | Расінг (Сантандер) | 3:0      | 0:3      |
| Реал Вальядолід  | 8:5          | Альбасете (2)      | 5:1      | 3:4      |
| 4/8 травня 1986  |              |                    |          |          |
| Реал Сосьєдад    | 4:3          | Атлетік (Більбао)  | 2:1      | 2:2      |

## Другий раунд
Клуби Реал Бетіс, Спортінг (Хіхон) та Реал Сарагоса пройшли до наступного раунду після жеребкування.
| Команда 1         | Заг. | Команда 2        | 1-й матч | 2-й матч |
| ----------------- | ---- | ---------------- | -------- | -------- |
| 11/18 травня 1986 |      |                  |          |          |
| Барселона         | 6:2  | Реал Мадрид      | 2:2      | 4:0      |
| Валенсія          | 6:3  | Еспаньйол        | 5:2      | 1:1      |
| Атлетіко (Мадрид) | 4:3  | Реал Вальядолід  | 3:3      | 1:0      |
| 14/21 травня 1986 |      |                  |          |          |
| Реал Ов'єдо (2)   | 2:5  | Реал Сосьєдад    | 2:1      | 0:4      |
| Севілья           | 0:1  | Сестао Спорт (2) | 0:0      | 0:1      |

## 1/4 фіналу
| Команда 1         | Заг. | Команда 2         | 1-й матч | 2-й матч |
| ----------------- | ---- | ----------------- | -------- | -------- |
| 24/29 травня 1986 |      |                   |          |          |
| Барселона         | 3:2  | Спортінг (Хіхон)  | 1:0      | 2:2      |
| Валенсія          | 2:4  | Реал Бетіс        | 1:2      | 1:2      |
| 25/29 травня 1986 |      |                   |          |          |
| Реал Сосьєдад     | 2:3  | Реал Сарагоса     | 1:0      | 1:3      |
| Сестао Спорт (2)  | 3:4  | Атлетіко (Мадрид) | 3:2      | 0:2      |

## 1/2 фіналу
| Команда 1         | Заг. | Команда 2  | 1-й матч | 2-й матч |
| ----------------- | ---- | ---------- | -------- | -------- |
| 4/8 червня 1986   |      |            |          |          |
| Реал Сарагоса     | 1:4  | Реал Бетіс | 1:2      | 0:2      |
| Атлетіко (Мадрид) | 1:2  | Барселона  | 0:1      | 1:1      |

## Фінал
| Команда 1         | Заг. | Команда 2 | 1-й матч | 2-й матч |
| ----------------- | ---- | --------- | -------- | -------- |
| 11/14 червня 1986 |      |           |          |          |
| Реал Бетіс        | 1:2  | Барселона | 1:0      | 0:2      |

### Перший матч
| 11 червня 1986 |

| Реал Бетіс    | 1:0      | Барселона |
| ------------- | -------- | --------- |
| Кальдерон 16' | Протокол |           |

| Естадіо Беніто Вільямарін, Севілья Глядачів: 33 000 Арбітр: Хоакін Рамос Маркос |

### Повторний матч
| 14 червня 1986 |

| Барселона                       | 2:0      | Реал Бетіс |
| ------------------------------- | -------- | ---------- |
| Амарілья 9' Алесанко 40' (пен.) | Протокол |            |

| Камп Ноу, Барселона Глядачів: 20 000 Арбітр: Ідельфонсо Урісар Аспітарте |